# Лаґевники (Томашовський повіт)
Лаґевники (пол. Łagiewniki) — село в Польщі, у гміні Томашув-Мазовецький Томашовського повіту Лодзинського воєводства.
Населення — 72 особи (2011).
У 1975-1998 роках село належало до Пйотрковського воєводства.

## Демографія
Демографічна структура станом на 31 березня 2011 року:
|          | Загалом | Допрацездатний вік | Працездатний вік | Постпрацездатний вік |
| -------- | ------- | ------------------ | ---------------- | -------------------- |
| Чоловіки | 36      | 4                  | 29               | 3                    |
| Жінки    | 36      | 3                  | 23               | 10                   |
| Разом    | 72      | 7                  | 52               | 13                   |